# Northern Rock
Northern Rock er en britisk bank, der i februar 2007 gik ind på det danske marked med lanceringen af en gebyrfri, web-baseret konto med 4,25% i rente. Kunderne var sikret en rente, som minimum matchede Danmarks Nationalbanks diskonto frem til 1. januar 2010. Banken åbnede kun én filial, der var beliggende på Rådhuspladsen i København.
Banken hævede indlånsrenten til 4,75% d. 9. marts 2007, hvilket skal ses som en reaktion på at Danmarks Nationalbank hævede diskontoen til 3,75% samme dag.
Northern Rock plc har rødder tilbage til 1850, og har hovedkvarter i Newcastle-upon-Tyne i Nordøstengland. Banken begyndte som regional kreditforening, men blev i 1997 et aktieselskab. Northern Rock er med 1,3 mio. kunder i dag en af de større banker i England, og den var indtil februar 2008 notereret på børsen i London.
I England er banken en af de største udlånsbanker med speciale i boliglån, men i Danmark drev banken alene virksomhed som indlånsbank. Banken har også indlånsaktiviteter i Irland og på kanaløen Guernsey.
På grund af uro på det amerikanske boligmarked (Se Subprime lånekrisen) begyndte britiske banker i september 2007 at begrænse genudlån af indlånkapital til andre banker. Dette "credit crunch" ramte Northern Rocks forretningsmodel hårdt, idet Northern Rocks boliglån i al væsentlighed var finansieret ved genudlån af kapital fra andre banker. Banken har selv kun få indskudskunder. Som følge af kreditkrisen så Northern Rock sig nødsaget til at anmode den britiske centralbank, Bank of England, om at stille en kredit til rådighed for banken. Dette bevilgede Bank of England mod at Northern Rock skal betale en strafrente samt sikkerhedstillelse i form af indlånerens indskud. Bank of Englands guvernør udtalte i den forbindelse, at Northern Rock var solvent, men havde et aktuelt finansieringsproblem. Efter denne nyhed oplevede bankens aktiekurs et skarpt fald og mange filialer oplevede d. 14. og 15. september køer af kunder der ville trække deres indskud ud. Ligeledes blev bankens engelske webside overbelastet.
I forbindelse med den opståede uro blev der iværksat bestræbelser på at afhænde Northern Rock til en ny ejer, men forhandlinger herom førte ikke til noget resultat, og den 22. februar 2008 blev banken overtaget af den engelske stat, der på daværende tidspunkt havde et tilgodehavende i banken på 25 milliarder pund og udestående garantier for ca. 30 milliarder pund.
Northern Rock meddelte 18. marts 2008, at bankens danske forretning lukkede pr. 18. april 2008.